# لوموویه (استان آرخانگلسک)
لوموویه (به لاتین: Lomovoye) یک منطقهٔ مسکونی در روسیه است که در استان آرخانگلسک واقع شده‌است.